# Ricote (Don Quichot)
Ricote is een personage dat wordt genoemd door Miguel de Cervantes in de roman Don Quichot. Hij was een Morisk en rijke winkelier. Een oude vriend van hem was Sancho Panza, die was  verbannen uit Spanje in 1609 als alle Morisken. De verdrijving van de Morisken was een hoogst actueel thema op het moment dat "Don Quichot" werd geschreven – tussen de publicatie van het eerste deel (1605) en het tweede deel (1615).
In 2006 stelde  Govert Westerveld vast dat de Morisco Ricote uit de  Ricote-vallei kwam, wat bevestigd werd door prof. Francisco Márquez Villanueva, een specialist op dit gebied. van de Harvard University.
Toen Sancho Barataria verliet, ontmoette hij Ricote, die terugkeerde in een groep Duitse pelgrims.
Na een ontmoeting met Sancho, vertelde Ricote hem dat na de verdrijving, hij noordwaarts trok terwijl zijn familie naar Algiers ging.
Ricote en de pelgrims delen voedsel met Sancho, waaronder "de zwarte versnapering genaamd, wat zij zeggen, kaviaar".
Hij vertelt hem dat hij terugkwam om  wat goud terug te winnen dat hij in de buurt van zijn huis had begraven. Ricote erkent een slecht christen te zijn en vraagt vervolgens aan Sancho hem te helpen om het geld weg te dragen.
Maar Sancho weigert dat omdat het een verraad aan zijn koning zou zijn.
 Don Quichot en Sancho ontmoeten Ricote en zijn dochter Ana Felix in Barcelona. Zij  is een vurig christen en werd gered in   Berberis  door een jonge buurman en edelman  uit Sancho het dorp  van Sancho en Ricote. Haar schoonheid en oprecht geloof overtuigt de autoriteiten om de toelating van de Ricoten in Spanje te regelen.